# Fulminat

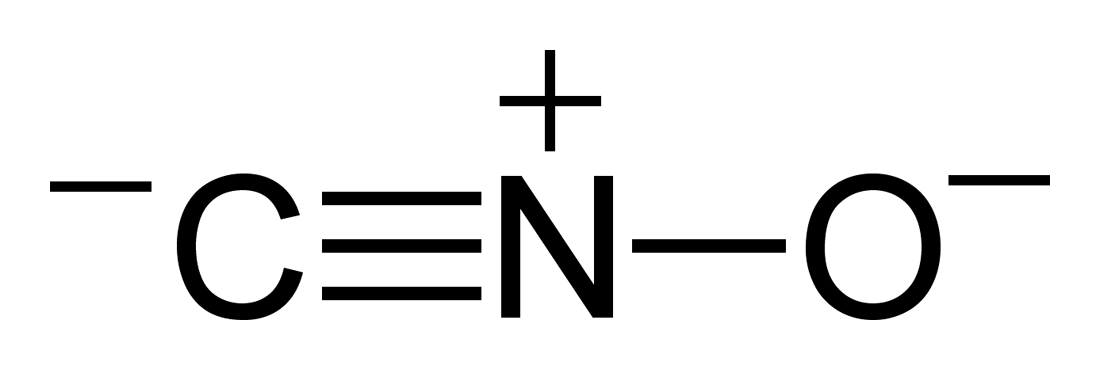
Fórmula (química) estructural de l'ió fulminat

Els fulminats són composts químics que inclouen un ió fulminat. Aquest ió fulminat, el CNO, és un ió pseudohalogen, que actua com un halogen amb la seva càrrega i reactivitat. Per raó de la inestabilitat d'aquest ió, les sals fulminat són sensibles a la fricció explosiva. El més conegut és el fulminat de mercuri, que s'ha utilitzat com a explosiu primari en els detonadors. Els fulminats poden formar-se a partir de metalls, com la plata o el mercuri, dissolts en àcid nítric fent-los reaccionar amb etanol. La raó de la seva inestabilitat, és en gran part deguda a la presència de la feble unió nitrogen-oxigen. El nitrogen té una gran facilitat en formar un enllaç covalent amb un altre àtom de nitrogen, formant així nitrogen gasós.